# Zoltán Ribli
Zoltán Ribli (Mohács, 6 de setembre de 1951), és un jugador d'escacs hongarès que té els títols de Gran Mestre des de 1973 i d'Àrbitre Internacional des de 1995. Ha estat dos cops Candidat al Campionat del món, i tres cops Campió d'Hongria.
Està casat amb la Mestre Internacional Femení (WIM) Maria Grosch.
A la llista d'Elo de la FIDE de l'agost de 2020, hi tenia un Elo de 2524 punts, cosa que en feia el jugador número 20 (en actiu) d'Hongria. El seu màxim Elo va ser de 2625 punts, a la llista de gener de 1989, i el seu màxim Elo des de 1990, va ser de 2610 punts, a la llista de juliol de 1990 (posició 22 al rànquing mundial).

## Resultats destacats en competició
Els seus resultats començaren a destacar a començaments dels anys 1970. En etapa juvenil, fou dos cops Campió juvenil d'Europa, el 1968/69 (empatat) i el 1970/71. Obtingué el títol de MI el 1970, i el de Gran Mestre el 1973. A Hongria, fou tres cops campió nacional, els anys 1973 i 1977 (ex aequo), i en solitari el 1974.
En el millor moment de la seva carrera, en Ribli fou dos cops Candidat al Campionat del món, al Campionat del món de 1984 i al Campionat del món de 1986, i també estigué a punt de classificar-se, anteriorment, pel Campionat del món de 1980, però va perdre en el desempat. Al cicle de Candidats de 1983 va guanyar Eugenio Torre (+3, =6, -1), però fou eliminat després per Vassili Smislov (+1, =7, -3). Al torneig de Montpeller de 1985, que feia els efectes de classificatori pel Campionat del món de 1986, no va assolir els play-offs. A Londres el 1984, va participar en el molt rellevant Matx URSS vs Resta del món, derrotant el seu rival soviètic, Rafael Vaganian per poc marge (+1 =3 -0).
Va esdevenir un competidor temible en el circuit de torneigs internacionals dels anys 1970 i 1980s, amb destacades victòries a Kecskemet 1972 (amb Suetin), Budapest 1975 (amb Polugaevski), Mèxic 1980, Baden Baden 1981 (amb Miles), Portorož/Ljubljana 1985 (Memorial Vidmar, amb Miles i Portisch), Dortmund Sparkassen 1986, Torneig de Reggio Emilia 1986-1987 (per davant, entre d'altres, de Spasski), i Torneig de Wijk aan Zee 1989 (amb Anand, Sax i Nikolic). D'altres resultats destacats inclouen els segons llocs a Amsterdam 1978 (rere Timman), Bled/Portorož 1979 (amb Larsen, rere Timman), Wijk aan Zee 1983 (rere Andersson), Bugojno 1984 (rere Timman) i Tilburg 1984 (amb Beliavski, Hübner i Tukmakov, rere Miles). Vencé en solitari a Reggio Emilia 1986/7.

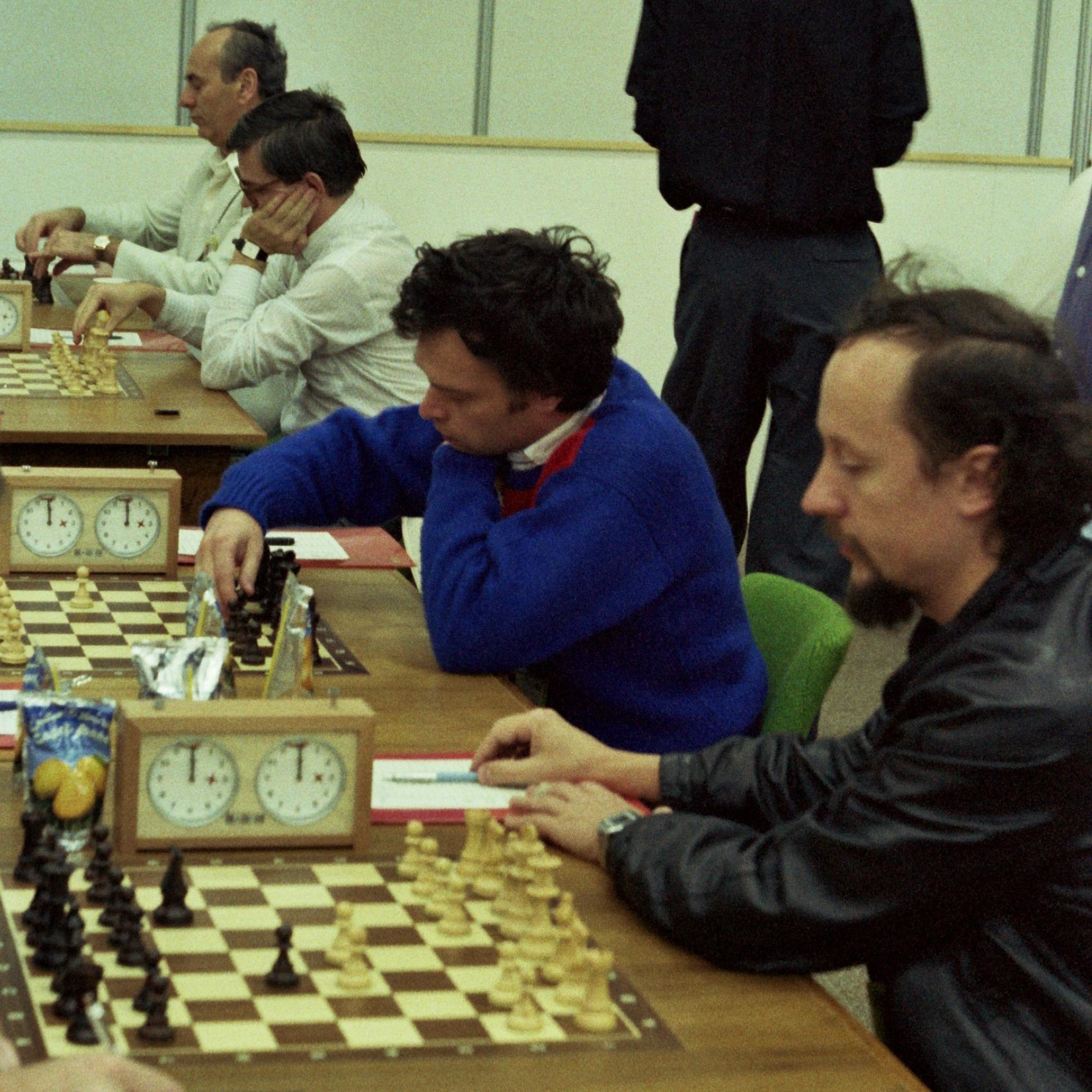
Ribli, segon per l'esquerra, a l'Olimpíada de Dubai. L'equip és, d'esquerra a dreta: Lajos Portisch, Zoltán Ribli, Gyula Sax, József Pintér.

Tot i que no ha estat molt actiu en torneig durant els anys 1990 i 2000s, ha mantingut malgrat tot un Elo competitiu (a la llista d'Elo de la FIDE de juliol de 2006 hi tenia un Elo de 2589 punts) i ha mostrat que encara pot tenir actuacions molt dignes en competicions de nivell de Gran Mestre, com ara el torneig de l'Hotel Opatija a Kastav, Croàcia de 2002.

### Participació en olimpíades d'escacs
En Ribli estat membre gairebé sempre de la selecció d'Hongria a les Olimpíades d'escacs entre 1970 i 1994, (ha jugat un total de dotze Olimpíades, on hi ha fet un total de 93 punts de 145 partides, un 64,1%).
A les edicions entre 1970 i 1972 hi participà com a MI, i a partir de 1974 com a GM. Hi ha obtingut un total de quatre medalles per equips: va ser el segon tauler de l'equip hongarès que va guanyar la medalla d'or per equips el 1978. També va guanyar medalles d'argent per equips, els anys 1970, 1972 i 1980.

## Escriptor d'escacs
Com a escriptor i periodista, ha publicat multitud d'anàlisis i reportatges de torneigs revistes de tot el món. A més, va ser coautor de dos llibres amb Gabor Kallai: 
- Winning with the Queen's Indian (Batsford, 1987)
- Winning with the English (Batsford, 1993).